# Вашингтонска национална катедрала
Катедралната църква на свети Петър и свети Павел (на английски: Cathedral Church of Saint Peter and Saint Paul in the City and Diocese of Washington), позната повече с краткото Вашингтонска национална катедрала (Washington National Cathedral), е главният храм на англиканската Епископална църква в САЩ, разположен във Вашингтон, столицата на Съединените американски щати.
Тя е седалище едновременно на председателстващия епископ на Епископалната църква в САЩ и на епископа на Вашингтонския епископален диоцез.
Сградата на катедралата е 6-а в света по големина (вътрешен обем) и на 2-ро място в САЩ, както и 4-та по височина структура в града.
Намира се на кръстовището на „Масачузетс“ и „Уисконсин авеню“ в северозападната част на Вашингтон. Влиза в Националния регистър на историческите места на САЩ.

## История
При полагането на първия камък в основите на катедралата на 29 септември 1907 година присъства президентът Теодор Рузвелт. Строителството продължава 83 години и тържествено завършва в 1990 г. в присъствието на президента Джордж Буш Старши. Построена е в неоготически стил. Автор на проекта е архитект Джордж Фредерик Бодли (George Frederick Bodley).
На 23 август 2011 г. в резултат от земетресението в щата Вирджиния 3 върха на кула от сградата се счупват, а 4-ти се накланя. Повреждания получават и други части на катедралата.

## Погребения
Във Вашингтонската национална катедрала и нейния колумбарий са погребани редица видни личности измежду най-известните американци, сред които:
- адмирал Джордж Дюи (1837-1917), герой от Испано-американската война (1898), единственият с най-високото военноморско звание в САЩ „адмирал на ВМС“;
- президентът на САЩ Удроу Уилсън;
- държавният секретар на САЩ Кордел Хъл;
- писателката Хелън Келър.

В катедралата са били траурните церемонии на президентите на САЩ Дуайт Айзенхауер, Джералд Форд, Роналд Рейгън.